# Motorunterlage
Motorunterlagen sind Unterlegscheiben aus solidem Material oder Schichtblechen. Sie dienen dazu, den Motor mit seiner Antriebswelle den folgenden Antriebsstrangaggregaten anzupassen. Der Höhenausgleich kann einfach durch den manuellen Abstimmvorgang vor Ort erreicht werden.

## Varianten
Motorunterlagen gibt es in verschiedenen Ausführungen.
- Laminiert: Standardabmessungen der DIN 42673 und nach individuellen Vorgaben
- Solide: Standardabmessungen der DIN 42673 und nach individuellen Vorgaben
- Gebündelt: verschiedene solide Motorunterlagen
- Packetiert: an einer Werkstückkante durch Klebung verbundene Motorunterlagenbleche

Werkstoffe:
- Al99,5
- AlMg3,0
- Unlegierter Stahl
- Rostfreier Stahl
- Messing

## Abgrenzung
Die hier genannten Motorunterlagen nivellieren nach dem Prinzip des Addierens oder Subtrahierens von Blechdicken. Dieses Prinzip wird bei Kugellagerpassringen und anderen Zwischenlagen genutzt. Es sind keine verstellbaren oder regelbaren Einstellsysteme, die durch Spindeln oder andere Wirkmedien funktionieren.

## Fertigungsart
Die Fertigungsarten unterscheiden sich stark je nach Werkstoff und Losgröße für ein Produkt.
Allgemein gilt:
- Bei höheren Losgrößen kommen einzelne Stanzwerkzeuge zum Einsatz.
- Im Fall von kleineren Stückzahlen werden optimierte Werkzeugkombinationen genutzt, die teilweise vollkommen produktunspezifisch sein können.

## Einsatzgebiet
Im Wesentlichen sind die Einsatzgebiete in der Montage und in der Instandhaltung zu finden. Man kann die Motorunterlagen vorab konstruktiv einplanen.

## Umgang – Handhabung
Die Handhabung ergibt sich nach Art der Motorunterlagen. Hierzu sind die spezifischen Anwendungshinweise zu beachten.